# Guess Who's Back
Guess Who's Back è un album in studio del gruppo musicale canadese The Guess Who, pubblicato nel 1980. È il primo album della band dopo la prima reunion, avvenuta nello stesso anno.

## Tracce
1. C'Mon Little Mama – 4:01
2. Vancouver – 3:10
3. Never Trust a Chorus Girl – 4:30
4. Raisin Hell On the Prairies – 4:30
5. Sweet Young Teen – 3:47
6. Keep On Shining – 3:33
7. Moon Wave Maker  – 3:32
8. Laid It On Me Anyway – 5:40

## Formazione
- Burton Cummings – voce, tastiera
- Domenic Troiano – chitarra, cori
- Bill Wallace – basso, cori
- Garry Peterson – batteria